# ماريا دي كوردوبا
ماريا دي كوردوبا (بالإسبانية: María de Córdoba)‏ هي ممثلة إسبانية، ولدت في 1597 في مدريد في إسبانيا، وتوفيت في 1678.